# Nancy Drew (serial telewizyjny 2019)
Nancy Drew – amerykański serial (dramat przygodowy) wyprodukowany przez Warm Bloody Sunday Productions, Furious Productions, Fake Empire oraz CBS Studios, który jest ekranizacją powieści o tym samym tytule autorstwa Edwarda Stratemeyera. Serial jest emitowany od 6 października 2019 roku przez The CW.

## Fabuła
Serial opowiada o Nancy Drew, która po ukończeniu szkoły średniej planuje wyjechać na studia. Rodzinna tragedia zmusza jednak dziewczynę do pozostania w miasteczku, gdzie z czasem zaczyna rozwiązywać zagadki kryminalne.

## Obsada

### Główna
- Kennedy McMann jako Nancy Drew[2]
- Leah Lewis jako Georgia "George" Fan[2]
- Maddison Jaizani jako Bess Marvin[3]
- Tunji Kasim jako Ned "Nick" Nickerson[4]
- Alex Saxon jako Ace[3]
- Alvina August jako detektyw Karen Hart[5]
- Riley Smith jako Ryan Hudson[6]
- Scott Wolf jako Carson Drew[7]

### Występy gościnne
- Pamela Sue Martin jako Harriet Grosset[8]
- Sara Canning jako Katherine Drew.

## Lista odcinków
| Sezon | Odcinki | Oryginalna emisja w CW | Oryginalna emisja w CW | Oryginalna emisja w Polsce | Oryginalna emisja w Polsce | Oryginalna emisja w Polsce |
| Sezon | Odcinki | Premiera sezonu        | Finał sezonu           | Premiera sezonu            | Finał sezonu               |                            |
| ----- | ------- | ---------------------- | ---------------------- | -------------------------- | -------------------------- | -------------------------- |
| 1     | 22      | 9 października 2019    |                        |                            |                            |                            |

### Sezon 1 (2019–2020)
| #  | Tytuł                              | Reżyseria        | Scenariusz                                   | Premiera w CW        | Premiera w Polsce |
| -- | ---------------------------------- | ---------------- | -------------------------------------------- | -------------------- | ----------------- |
| 1  | Pilot                              | Larry Teng       | Noga Landau, Josh Schwartz, Stephanie Savage | 9 października 2019  |                   |
| 2  | The Secret of the Old Morgue       | Larry Teng       | Noga Landau                                  | 16 października 2019 |                   |
| 3  | The Curse of the Dark Storm        | John Kretchmer   | Jesse Stern, Lisa Bao                        | 23 października 2019 |                   |
| 4  | The Haunted Ring                   | John Kretchmer   | Jesse Stern, Lisa Bao                        | 30 października 2019 |                   |
| 5  | The Case of the Wayward Spirit     | Claudia Yarmy    | Melinda Hsu Taylor, Katherine DiSavino       | 6 listopada 2019     |                   |
| 6  | The Mystery of Blackwood Lodge     | Amanda Row       | Alex Taub, Andrea Thornton                   | 13 listopada 2019    |                   |
| 7  | The Tale of the Fallen Sea Queen   | Becca Rodriguez  | Erika Harrison, Katie Schwartz               | 20 listopada 2019    |                   |
| 8  | The Path of Shadows                | Alexis Ostrander | Jesse Stern                                  | 4 grudnia 2019       |                   |
| 9  | The Hidden Staircase               | Shannon Kohli    | Melinda Hsu Taylor                           | 11 grudnia 2019      |                   |
| 10 | The Mark of the Poisoner's Pearl   | Sydney Freeland  | Katherine DiSavino, Lisa Bao                 | 15 stycznia 2020     |                   |
| 11 | The Phantom of Bonny Scot          | Ramsey Nickell   | Andrea Thornton Bolden, Katie Schwartz       | 22 stycznia 2020     |                   |
| 12 | The Lady of Larkspur Lane          | Greg Beeman      | Erika Harrison                               | 29 stycznia 2020     |                   |
| 13 | The Whisper Box                    | Larry Teng       | Noga Landau, Alex Taub                       | 5 lutego 2020        |                   |
| 14 | The Sign of the Uninvited Guest    | Amanda Row       | Katherine DiSavino                           | 26 lutego 2020       |                   |
| 15 | The Terror of Horseshoe Bay        | Katie Eastridge  | Jen Vestuto, Melissa Marlette                | 4 marca 2020         |                   |
| 16 | The Haunting of Nancy Drew         | Ruben Garcia     | Noga Landau, Katie Schwartz                  | 11 marca 2020        |                   |
| 17 | The Girl in the Locket             | Larry Teng       | Melinda Hsu Taylor, Lisa Bao                 | 8 kwietnia 2020      |                   |
| 18 | The Clue in the Captain's Painting | Ramsey Nickell   | Erika Harrison, Jesse Stern                  | 15 kwietnia 2020     |                   |

## Produkcja
Na początku września 2018 roku Josh Schwartz i Stephanie Savage rozpoczęli pracę na pilotowym odcinku serialu "Nancy Drew".
23 stycznia 2019 roku The CW zamówiła pilotowy odcinek serialu.
W kolejnym miesiącu poinformowano, że Leah Lewis, Kennedy McMann oraz Tunji Kasim dołączyli do obsady.
W marcu 2019 roku ogłoszono, że Alex Saxon, Maddison Jaizani i Alvina August zagrają w serialu.
Na początku kwietnia 2019 roku poinformowano, że Pamela Sue Martin otrzymała rolę jako Harriet Grosset.
7 maja 2019 roku stacja The CW zamówiła serial na sezon telewizyjny na sezon 2019/20
.
W tym samym miesiącu do obsady dołączyli Scott Wolf i Riley Smith
.
7 stycznia 2020 The CW ogłosiło przedłużenie serialu o 2. sezon.